# Eudoxie Lascarina
Pour les articles homonymes, voir Eudoxie et Lascaris (homonymie).
Eudoxie Laskarina, parfois appelée Sophia, née vers 1210/1212 et morte après 1247, est une princesse de la famille des Lascaris, fille de l'empereur byzantin Théodore Ier et d'Anne Ange. Elle est fiancée en 1222 avec Robert de Courtenay, empereur latin de Constantinople, mais le mariage est annulé en raison de la proche parenté qui existe entre les deux fiancés. En épousant Frédéric II de Babenberg en 1229, elle fut brièvement duchesse d'Autriche. Rejetée par son mari, elle se remarie enfin avec Anseau de Cayeux, régent de l'Empire latin dès 1237.

## Biographie

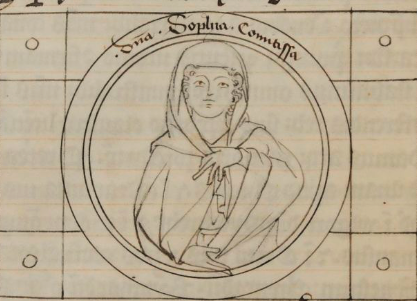
Sophia Laskarina, manuscrit de l'abbaye de Zwettl (Bärenhaut), vers 1310.

Née à Nicée (aujourd'hui İznik en Turquie), Eudoxie est une fille cadette de Théodore Ier Lascaris (mort en novembre 1222) qui après la chute de Constantinople aux mains des croisés et l'établissement de l'Empire latin d'Orient en 1204 se proclame empereur de Nicée. Sa mère était Anne Angelina (morte en 1212), fille de l'ancien empereur Alexis III Ange et d'Euphrosyne Doukaina Kamatera. 
Elle a deux grands frères, Nicolas et Jean, tous deux morts vers 1212, et deux grandes sœurs, Irène et Marie, l'une mariée à un noble byzantin et futur empereur de Nicée par ce mariage, Jean III Doukas Vatatzès, et l'autre au roi Béla IV de Hongrie[réf. nécessaire].
Elle est fiancée à Robert de Courtenay en 1222 mais le mariage est déclaré nul par le patriarche de Constantinople, pour cause de parenté par alliance entre les fiancés : Théodore Ier s'était remarié avec Marie de Courtenay, qui était la sœur de Robert de Courtenay avec qui la fille de Théodore allait se marier.
Elle épouse finalement, en 1230, Anseau de Cayeux, un chevalier latin influent dans l'Empire de Constantinople et qui deviendra de 1237 à 1238, régent de l'Empire.